# Tetramorium vertigum
Tetramorium vertigum är en myrart som beskrevs av Bolton 1977. Tetramorium vertigum ingår i släktet Tetramorium och familjen myror. Inga underarter finns listade i Catalogue of Life.